# Landesarchäologe
In Deutschland ist der Landesarchäologe eines Bundeslandes in leitender Funktion für die staatliche Archäologie und Bodendenkmalpflege zuständig. Landesarchäologen werden von den Denkmalämtern der Bundesländer ernannt. Auch in Österreich gibt es Landesarchäologen.

## Deutschland

### Besonderheiten in den Bundesländern
- In den meisten Bundesländern leitet der Landesarchäologe das jeweilige Denkmalamt. In anderen Bundesländern hat er den Rang eines Abteilungsleiters, beispielsweise in Baden-Württemberg und Niedersachsen.[1][2]
- In Bayern lautet die offizielle Bezeichnung des Abteilungsleiters der Bodendenkmalpflege Landeskonservator.
- In Berlin ist der Landesarchäologe zugleich Direktor des Museums für Vor- und Frühgeschichte.[3]
- In Brandenburg ist der Landesarchäologe zugleich Leiter des Archäologischen Landesmuseums.[4] Museum und Landesarchäologie sind zum Brandenburgischen Landesamt für Denkmalpflege und Archäologischen Landesmuseum verschmolzen.
- In Bremen ist die Landesarchäologin zugleich Leiterin der Abteilung Ur- und Frühgeschichte des Focke-Museums.
- In Hamburg ist der Landesarchäologe zugleich Direktor des Archäologischen Museums Hamburg.[5]
- In Nordrhein-Westfalen gibt es zwei gleichrangige Landesarchäologen, einen für das Rheinland und einen für Westfalen.[6]
- In Sachsen-Anhalt ist der Landesarchäologe zugleich Direktor des Landesmuseums für Vorgeschichte Halle.[7]

### Die amtierenden Landesarchäologen
Da Nordrhein-Westfalen zwei Landesarchäologen hat, gibt es insgesamt 17 Landesarchäologen in Deutschland, darunter derzeit zwei Frauen.
| Bundesland                      | Name                                                          | Amtsantritt | Fachgebiet                                             |
| ------------------------------- | ------------------------------------------------------------- | ----------- | ------------------------------------------------------ |
| Baden-Württemberg               | Dirk Krausse                                                  | 2008        | Ur- und Frühgeschichte                                 |
| Bayern                          | Stefanie Berg                                                 | 2024        | Ur- und Frühgeschichte                                 |
| Berlin                          | Matthias Wemhoff                                              | 2008        | Mittelalterarchäologie                                 |
| Brandenburg                     | Franz Schopper                                                | 2012        | Ur- und Frühgeschichte                                 |
| Bremen                          | N. N. Kommissarisch: Dieter Bischop                           |             | Ur- und Frühgeschichte, Neuzeitarchäologie             |
| Hamburg                         | Rainer-Maria Weiss                                            | 2003        | Ur- und Frühgeschichte                                 |
| Hessen                          | Udo Recker                                                    | 2016        | Mittelalterarchäologie                                 |
| Mecklenburg-Vorpommern          | Detlef Jantzen                                                | 2011        | Ur- und Frühgeschichte                                 |
| Niedersachsen                   | Henning Haßmann                                               | 2001        | Ur- und Frühgeschichte                                 |
| Nordrhein-Westfalen – Rheinland | Erich Claßen                                                  | 2019        | Ur- und Frühgeschichte                                 |
| Nordrhein-Westfalen – Westfalen | Michael Rind                                                  | 2009        | Ur- und Frühgeschichte                                 |
| Rheinland-Pfalz                 | Ulrich Himmelmann (Ständiger Vertreter des Landesarchäologen) | 2021        | Provinzialrömische Archäologie                         |
| Saarland                        | Georg Breitner                                                | 2018        | Klassische Archäologie, Vor- und Frühgeschichte        |
| Sachsen                         | Regina Smolnik                                                | 2009        | Ur- und Frühgeschichte                                 |
| Sachsen-Anhalt                  | Harald Meller                                                 | 2001        | Ur- und Frühgeschichte, Provinzialrömische Archäologie |
| Schleswig-Holstein              | Ulf Ickerodt                                                  | 2018        | Ur- und Frühgeschichte                                 |
| Thüringen                       | Sven Ostritz                                                  | 2003        | Ur- und Frühgeschichte                                 |

### Verband der Landesarchäologien
Die Landesarchäologen sind zusammen mit weiteren Vertretern der deutschen Denkmalfachbehörden im Verband der Landesarchäologien organisiert. Diesem gehören insgesamt 60 Mitglieder aus den Bundesländern und darüber hinaus beratende Mitglieder an.

## Ähnliche Funktionsträger in anderen Ländern
In Griechenland werden die regionalen Abteilungen des Kulturministeriums Ephorie genannt, die Amtsinhaber Ephor(en). Es gibt sechs verschiedene Arten  von Ephorien, beispielsweise die Ephorien für Prähistorische und Klassische Altertümer, die sich in 39 regionale Gebiete aufteilt oder auch die Ephorien für Byzantinische und Nachbyzantinische Altertümer.
In Italien gibt es die ebenfalls dem Kulturministerium unterstellten, beziehungsweise in den autonomen Regionen unabhängigen, 43 regionalen Soprdentenza per l’archeologia, le belle arti ed il paesaggio („Soprintendenz für Archäologie, die bildenden Künste und die Landschaft“), denen jeweils ein Soprintendente genannter Direktor beziehungsweise eine Direktorin vorstehen.